# TV Vale do Uruará
TV Vale do Uruará é uma emissora de televisão brasileira sediada em Uruará, cidade do estado do Pará. Opera no canal 11 VHF analógico e está em fase de implantação o seu sinal digital pelo canal 35 UHF, e é afiliada à Band.

## História
A TV Vale do Uruará foi fundada em 25 de março de 1995 por Pedro Birro Rosa, mas só recebeu sua outorga em 30 de outubro de 1996. Foi a primeira emissora de televisão de Uruará e região. Seu primeiro telejornal foi o Jornal Rede Cidade, apresentado por Silvio Bohry, baseado no padrão de telejornais locais da Rede Bandeirantes. Por não ter muitos recursos, a emissora tinha um padrão gráfico bem baixo. Outro programa que era exibido em seus primórdios era o Show de Calouros com Eduardo Nicolini, exibido nas manhãs de domingo. Além disso, a emissora exibia VTs de jogos regionais. Havia ainda o programa de clipes musicais "Byrosklip Shows", apresentado por Célio Birro. Em 1999, a emissora passa por graves problemas financeiros, chegando a só exibir um único telejornal na época, o Band Cidade (também baseado nos telejornais locais da Band), que era exibido três vezes na semana e chegou a ser exibido somente aos sábados por falta de patrocínio.
Em 28 de janeiro de 2004, a emissora estreia o Jornal Uruará, no mesmo horário que os telejornais anteriores, após 1 ano do fim do Jornal Rede Cidade. O telejornal já era produzido com recursos melhores que os telejornais anteriores e era apresentado por Célio Birro, além do programa Jogo Aberto, que apesar do nome, era um programa de debate, não de esportes que contava com uma bancada de debatedores, em sua maioria, apresentadores da emissora, que discutiam sobre os temas cotidianos. Em 2004, a emissora estreia o programa Variação, um programa de variedades e entretenimento exibido pela emissora de segunda a sexta, também apresentado por Célio Birro.
Em 2008, a emissora exibe pela primeira vez o Horário Eleitoral Gratuito com as propagandas dos candidatos a prefeito de Uruará.
Em 2011, a emissora passa por um período de reestruturação, como reforma de suas instalações, aquisição de novos equipamentos e novo transmissor.
Em 2020, a emissora lança sua versão em Web TV, em conjunto com a Vale Rádio Web.

## Programas
Além de retransmitir a programação nacional da Rede Bandeirantes, a TV Vale do Uruará também exibe os seguintes programas:
- Variação: Variedades, com Célio Birro;
- Programa Maísa Cavalcante: Variedades, com Maísa Cavalcante;

A emissora também transmite programas da RBA TV de Belém, também afiliada à Band.
Diversos outros programas compuseram a programação da emissora e foram descontinuados:
- Band Cidade
- Birosklip Shows
- Circulando
- Jogo Aberto
- Jornal Rede Cidade
- Jornal Uruará
- Live Show
- Na Mira da Notícia
- Opinião
- Show de Calouros

## Ligações Externas
- TV Vale do Uruará no Facebook
- Canal de TV Vale do Uruará no YouTube